# Matt Otto
Matt Otto (eigentlich Matthew Otto Kolaitis, * 16. Januar 1967) ist ein US-amerikanischer Jazzmusiker (Tenorsaxophon, Komposition) und Hochschullehrer.

## Leben und Wirken
Otto studierte zunächst 1985 und 1986 Instrumentalmusik und Komposition an der Indiana University und 1986 bis 1989 der Berklee School of Music. Den Bachelor erwarb er an The New School for Social Research in New York, wo er 1996 bis 1998 Unterricht bei Lee Konitz, George Garzone, Bill Pierce, Don Hawkins und Charlie Haden hatte. Anschließend absolvierte er den Master of Arts am California Institute of the Arts (2003–05). Seitdem arbeitete er in New York City und Los Angeles mit Musikern wie Anthony Wilson (Power Of Nine, 2006), Larry Koonse, Rashid Bakr, Ben Monder, Willie Jones III, Alan Ferber, Mark Ferber, Tootie Heath, Gregory Hutchinson, Joe LaBarbera, Leroy Vinnegar, Jimmy Smith, Ari Hoenig, Ben Street, Mike Moreno, Jonathan Kreisberg, Dan Weiss, Steve Cardenas, Larry Goldings, Eric Harland, Darek Oles, Eric McPherson und John Stowell.
Während seines Aufenthalts in Los Angeles war Otto Mitbegründer des Los Angeles Jazz Collective; Ziel des LAJC-Kollektivs war es, Komponisten und Interpreten des Creative Jazz Gelegenheiten zu geben, eigene künstlerische Arbeiten zu präsentieren und ein fortlaufendes Jazz-Programm für junge Jazzmusiker in und um Los Angeles einzurichten. Unter eigenem Namen hat er seit Mitte der 1990er-Jahre eine Reihe von Alben eingespielt, die auf Label wie Origin, Noir and Jazz Collective Records erschienen sind, außerdem drei Alben mit dem Trio 3-ish (mit Jason Harnell, Schlagzeug und Ryan McGillicuddy, Bass). Im Bereich des Jazz war er laut Tom Lord zwischen 1999 und 2019 an 16 Aufnahmesessions beteiligt, zuletzt mit Xosé Miguélez. 2020 erschien das Album Alliance.
Nach Ansicht von Don Phipps, der Ottos Album Soliloquy (2016) in All About Jazz rezensiert hat, zeige es „drei von Ottos Gaben – seine kompositorischen Fähigkeiten, die farbenfrohe Phrasierung seines einzigartigen Saxophonspiels und die Art und Weise, wie er seine Kompositionen arrangiert, um seine Klangbilder auf die Stimmen der verschiedenen Instrumente auszudehnen.“ Ottos Ton habe eine „runde, klingende Qualität“, schrieb Dan McClenaghan zu Ottos Album Red (2005); seine Musik vermittle ein Gefühl von Ruhe und verzaubere den Hörer.
Otto ist stellvertretender Leiter (Assistant Director) des Fachbereichs Jazzstudien an der Kansas City University. Er unterrichtet Saxophon, Improvisation, Jazztheorie und Performance; des Weiteren leitet er die Hochschul-Jazzcombo.

## Diskographische Hinweise
- Matt Otto Quintet (1989) mit Darek Oles und Dave Scott
- 52 West 19th (Noir Records 1996) mit Willie Jones III
- Red (Origin Records 2005)
- Matt Otto, Andy Ehling Quintet: Returning (JCR 2008)
- La Commune (JCR 2010)
- Matt Otto, Leonard Thompson: Anima (JCR 2011)
- Broken Waltz (JCR 2012)
- Soliloquy (JCR 2016)
- Iberica (Origin Records 2017)
- Matt Otto, Andy Ehling: Reunion (JCR 2017)
- Matt Otto, Andy Ehling: Ring (2019)
- Kansas City Trio (2023)
- Notebook (2023)